# 原田保夫

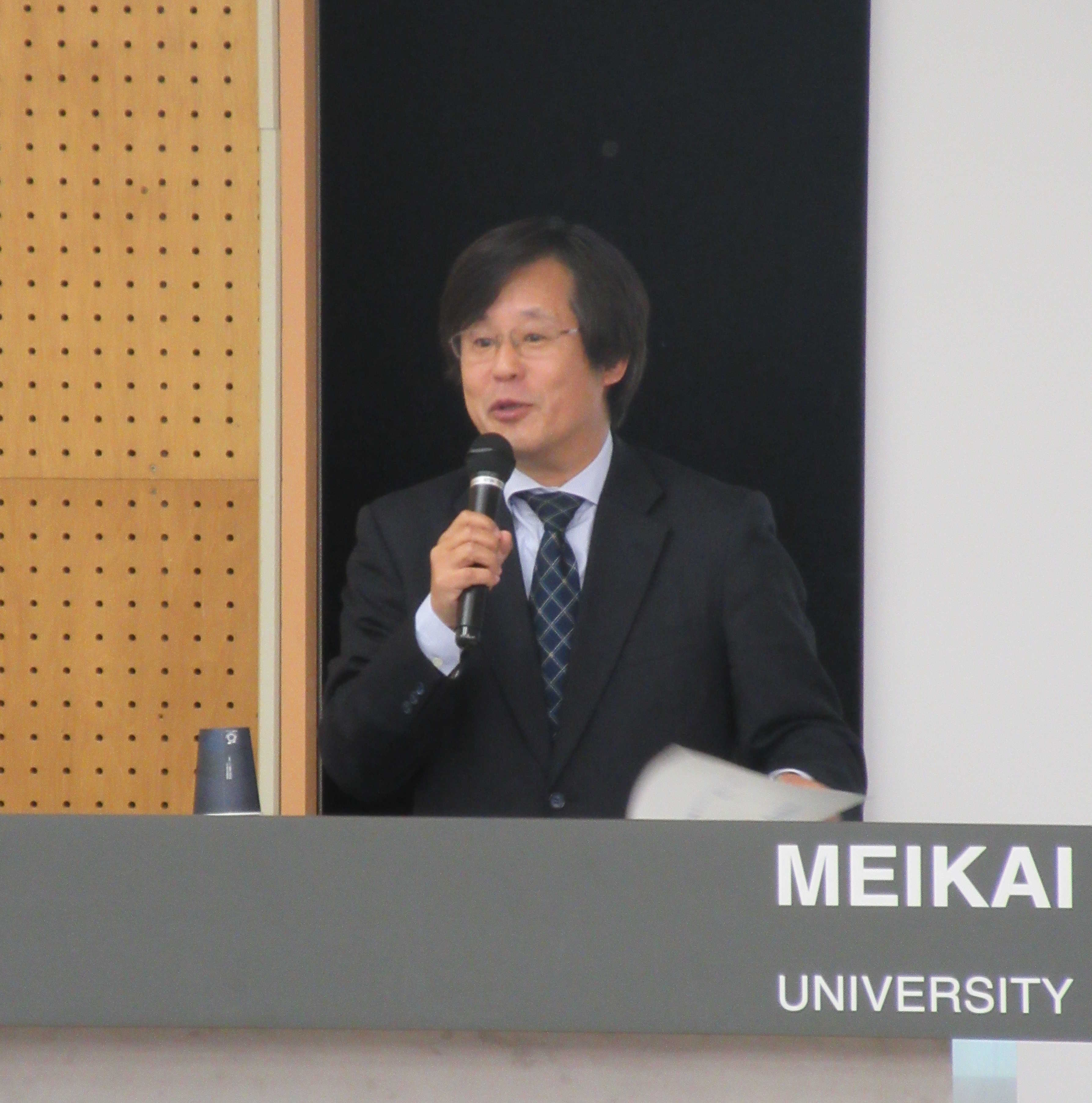
原田保夫

原田 保夫（はらだ やすお）は、島根県邑智郡邑南町日貫出身の日本の建設官僚。復興庁顧問。過去に、国土交通審議官、復興庁事務次官、民間都市開発推進機構理事長を歴任した。

## 略歴
島根県邑南町日貫出身で島根県立松江南高等学校を経て、1977年東京大学法学部卒業後、同年建設省（現国土交通省）入省。土地・水資源局長、内閣府政策統括官（防災担当）等を経て2013年8月から国土交通審議官となる。2014年の政府の閣議で人事が決まり、復興庁事務次官に充てられた。
2015年3月、復興庁顧問に就任。2015年6月、民間都市開発推進機構理事長となる。2019年東日本建設業保証代表取締役社長。2021年東京都都市計画審議会会長。2023年、瑞宝重光章受章。
東日本大震災時には、内閣府政策統括官（防災担当）として、最前線で活躍している。また、福島復興再生総局で原子力災害からの復興を指揮していた。